# Scleria macbrideana
Scleria macbrideana är en halvgräsart som beskrevs av Gross. Scleria macbrideana ingår i släktet Scleria och familjen halvgräs. Inga underarter finns listade i Catalogue of Life.